# Mistrovství světa v silniční cyklistice juniorek – silniční závod
Silniční závod juniorek se na mistrovství světa v silniční cyklistice jel poprvé v roce 1987. V roce 2020 se na Mistrovství světa v silniční cyklistice 2020 závod juniorek nekonal.

## Medailistky
| Rok     | Zlato                           | Stříbro                         | Bronz                          |
| ------- | ------------------------------- | ------------------------------- | ------------------------------ |
| MS 1987 | Catherine Marsal (FRA)          | Aiga Zagorska (URS)             | Ellis Guazzaroni (ITA)         |
| MS 1988 | Gitte Hjortflod (DEN)           | Esther van Verseveld (NED)      | Lotte Schmidt (DEN)            |
| MS 1989 | Deirdre Demet-Barry (USA)       | Jessica Grieco (USA)            | Elena Nechaeva (URS)           |
| MS 1990 | Ina-Yoko Teutenberg (FRG)       | Jessica Grieco (USA)            | Danielle Overgaag (NED)        |
| MS 1991 | Elsbeth Vink (NED)              | Sally Dawes (GBR)               | Fabiana Luperini (ITA)         |
| MS 1992 | Hanka Kupfernagel (GER)         | Elisabeth Chevanne-Brunel (FRA) | Marion Borst (NED)             |
| MS 1993 | Elisabeth Chevanne-Brunel (FRA) | Cinzia Faccin (ITA)             | Karine Boitier (FRA)           |
| MS 1994 | Diana Žiliūtė (LTU)             | Alla Epifanova (RUS)            | Evi Gensheimer (GER)           |
| MS 1995 | Andrea Hänni (SUI)              | Kerstin Scheitle (GER)          | Lisbeth Simper (DEN)           |
| MS 1996 | Alessandra D'Ettore (ITA)       | Oksana Saprykina (UKR)          | Martina Corazza (ITA)          |
| MS 1997 | Mirella Van Melis (NED)         | Nicole Brändli (SUI)            | Sofie Andersson (SWE)          |
| MS 1998 | Tina Liebig (GER)               | Olga Zabelinskaya (RUS)         | Nathalie Bates (AUS)           |
| MS 1999 | Genevieve Jeanson (CAN)         | Trixi Worrack (GER)             | Noemi Cantele (ITA)            |
| MS 2000 | Nicole Cookeová (GBR)           | Magdalena Sadlecka (POL)        | Clare Hall-Patch (CAN)         |
| MS 2001 | Nicole Cookeová (GBR)           | Pleuni Möhlmann (NED)           | Maja Włoszczowska (POL)        |
| MS 2002 | Suzanne de Goede (NED)          | Claudia Stumpf (GER)            | Monica Holler (SWE)            |
| MS 2003 | Loes Markerink (NED)            | Irina Tolmacheva (RUS)          | Sabine Fischer (GER)           |
| MS 2004 | Marianne Vosová (NED)           | Marta Bastianelli (ITA)         | Ellen van Dijková (NED)        |
| MS 2005 | Mie Bekker Lacota (DEN)         | Marianne Vosová (NED)           | Rasa Leleivytė (LTU)           |
| MS 2006 | Rasa Leleivytė (LTU)            | Marina Romoli (ITA)             | Eleonora Patuzzo (ITA)         |
| MS 2007 | Eleonora Patuzzo (ITA)          | Cherise Taylor (RSA)            | Valentina Scandolara (ITA)     |
| MS 2008 | Jolien D'Hoore (BEL)            | Rossella Callovi (ITA)          | Hanna Amend (GER)              |
| MS 2009 | Rossella Callovi (ITA)          | Pauline Ferrand-Prévotová (FRA) | Susanna Zorzi (ITA)            |
| MS 2010 | Pauline Ferrand-Prévotová (FRA) | Rossella Ratto (ITA)            | Coryn Rivera (USA)             |
| MS 2011 | Lucy Garner (GBR)               | Jessy Druyts (BEL)              | Christina Siggaard (DEN)       |
| MS 2012 | Lucy Garner (GBR)               | Eline Gleditsch Brustad (NOR)   | Anna Zita Maria Stricker (ITA) |
| MS 2013 | Amalie Dideriksen (DEN)         | Anastasiia Iakovenko (RUS)      | Olena Demydova (UKR)           |
| MS 2014 | Amalie Dideriksen (DEN)         | Sofia Bertizzolo (ITA)          | Agnieszka Skalniak (POL)       |
| MS 2015 | Chloe Dygert (USA)              | Emma White (USA)                | Agnieszka Skalniak (POL)       |
| MS 2016 | Elisa Balsamo (ITA)             | Skylar Schneider (USA)          | Susanne Andersen (NOR)         |
| MS 2017 | Elena Pirrone (ITA)             | Emma Jorgensen (DEN)            | Letizia Paternoster (ITA)      |
| MS 2018 | Laura Stigger (AUT)             | Marie Le Net (FRA)              | Simone Boilard (CAN)           |
| MS 2019 | Megan Jastrab (USA)             | Julie de Wilde (BEL)            | Lieke Nooijen (NED)            |
| MS 2020 | Nejelo se kvůli covidu-19       | Nejelo se kvůli covidu-19       | Nejelo se kvůli covidu-19      |
| MS 2021 | Zoe Bäckstedtová (GBR)          | Kaia Schmidová (USA)            | Linda Riedmannová (GER)        |
| MS 2022 | Zoe Bäckstedtová (GBR)          | Eglantine Rayerová (FRA)        | Nienke Vinkeová (NED)          |
| MS 2023 | Julie Begoová (FRA)             | Cat Fergusonová (GBR)           | Fleur Moorsová (BEL)           |
| MS 2024 | Cat Fergusonová (GBR)           | Paula Ostiz Taco (ESP)          | Viktória Chladoňová (SVK)      |

Zdroj